# Onaway (Idaho)
Onaway – miasto w Stanach Zjednoczonych, w stanie Idaho, w hrabstwie Latah.